# Фантастические твари: Преступления Грин-де-Вальда
«Фантасти́ческие тва́ри: Преступле́ния Грин-де-Ва́льда» (англ. Fantastic Beasts: The Crimes of Grindelwald) — фэнтезийный фильм 2018 года режиссёра Дэвида Йейтса о противостоянии Ньюта Саламандера, Альбуса Дамблдора, сестёр Голдштейн и не-мага Якоба Ковальски с одной стороны и злого волшебника Грин-де-Вальда — с другой. Продолжение фильма «Фантастические твари и где они обитают», действие развивается в том же мире, что и серия фильмов о Гарри Поттере (за 53 года до его рождения). Премьера фильма состоялась 8 ноября в Париже, международный прокат начался 16 ноября 2018 года.

## Сюжет
1927 год. Магический конгресс Северной Америки (МАКУСА) перевозит темного волшебника Геллерта Грин-де-Вальда в Европу для суда, однако по пути Грин-де-Вальд сбегает. Три месяца спустя в Лондоне Ньют Саламандер просит Министерство магии отменить запрет на его международные поездки. Находясь там, он сталкивается с бывшей одноклассницей по Хогвартсу Литой Лестрейндж, невестой его брата Тесеуса. Министерство удовлетворяет просьбу Ньюта при условии, что он согласится помочь Тесеусу найти Криденса Бэрбоуна, который находится в Париже. Ньют отказывается, узнав, что ему предстоит работать с безжалостным охотником за головами Гуннаром Гриммсоном. Альбус Дамблдор (выяснилось, что он косвенно, но намеренно отправил Ньюта в Нью-Йорк) также просит Ньюта найти Криденса, полагая, что Криденс — давно потерянный сводный брат Литы, Корвус Лестрейндж V.
Ньюта навещают его американские друзья Куини Голдштейн и не-маг Якоб Ковальски. К последнему вернулись воспоминания, которые были стерты в прошлом году. Ньют узнает, что сестра Куини, Тина Голдштейн, ошибочно решила, что Ньют и Лита помолвлены, и начала встречаться с кем-то другим. Ньют понимает, что Куини заколдовала Якоба и приехала в Лондон, чтобы обойти запрет на браки между волшебниками и не-магами. После того, как Ньют снимает чары, Якоб отказывается жениться на Куини, опасаясь последствий, с которыми она столкнется. Расстроенная Куини отправляется на поиски Тины, которая ищет Криденса в Париже. Вскоре за ней следуют Ньют и Якоб, которые используют волшебный способ передвижения, чтобы обойти запрет Ньюта на международные поездки.
В Париже Криденс сбегает из цирка вместе с пленной артисткой Нагайной, проклятой на вечное превращение в змею. В поисках биологической матери Криденса они находят служанку-полуэльфа Ирму Дугард, которая привезла его в Америку для усыновления. Гриммсон, оказавшийся тайным последователем Грин-де-Вальда, убивает служанку, прежде чем та раскрывает, кто ее послал. Тина встречается с Юсуфом Камой, также разыскивающим Криденса. Ньют и Якоб выслеживают Юсуфа и находят Тину в заложниках. Юсуф сажает их за решётку, объясняя, что дал Непреложный обет убить своего сводного брата, которым он считает Криденса. Тем временем к Грин-де-Вальду приводят расстроенную Куини; зная о способностях Куини, тот позволяет ей уйти, одновременно манипулируя ей, чтобы она присоединилась к нему из-за ее желания выйти замуж за Якоба.
Ньют и Тина сбегают от Юсуфа и проникают во французское Министерство магии, чтобы найти документы, подтверждающие личность Криденса, но Лита и Тесеус обнаруживают их. Ньют и Тина воссоединяются после того, как Ньют объясняет, что он никогда не был помолвлен с Литой. Они отправляются в фамильную усыпальницу Лестрейнджей и находят Юсуфа, стоящего лицом к лицу с Криденсом и Нагайной. Юсуф рассказывает, что выполняет просьбу своего отца Мустафы отомстить за свою мать Лорену: она была похищена Корвусом Лестрейнджем IV с помощью Заклятия Империус и умерла при родах Литы, единоутробной сестры Юсуфа. Корвус IV снова женился, и у него родился Корвус V. Он отправил сына в Америку на усыновление, чтобы обезопасить его после того, как раскрыл план мести Юсуфа. Лита рассказывает, что она непреднамеренно стала причиной смерти Корвуса V: плывя в Америку, Лита, не выдержав его постоянного плача, подменила своего младшего брата другим младенцем, Криденсом; на корабле произошла катастрофа, и Корвус утонул.
Группа отправляется на митинг последователей Грин-де-Вальда. Якоб ищет Куини, которая находится среди присутствующих. Грин-де-Вальд демонстрирует видение будущей глобальной войны и выступает против законов, запрещающих волшебникам предотвращать подобные трагедии. Пока Тесеус и мракоборцы окружают собравшихся, Грин-де-Вальд призывает своих последователей распространить его послание по всей Европе. Он создает кольцо голубого огня, которое убивает отступающих мракоборцев и которое могут безопасно пересечь только его самые преданные последователи. Куини и Криденс пересекают огонь, несмотря на протесты Якоба и Нагайны, в то время как Лита жертвует собой, чтобы помочь другим спастись. Когда Грин-де-Вальд и его последователи уходят, оставшиеся волшебники и бессмертный алхимик Николас Фламель гасят огонь. Ньют присоединяется к борьбе с Грин-де-Вальдом.
В Хогвартсе Ньют дарит Дамблдору флакон, который его нюхль украл у Грин-де-Вальда. В нем содержится клятва на крови, заключенная Грин-де-Вальдом и Дамблдором в юности, которая не позволяет им драться на дуэли; Дамблдор считает, что ее можно уничтожить. В замке Нурменгард, на своей австрийской базе, Грин-де-Вальд дарит Криденсу волшебную палочку вместе с фениксом и раскрывает возможную личность Криденса — Аурелиус Дамблдор.

## В ролях
- Эдди Редмэйн — Ньют Саламандер[1]
- Кэтрин Уотерстон — Порпентина Голдштейн (Тина)[12]
- Дэн Фоглер — Якоб Ковальски[12]
- Элисон Судол — Куинни Голдштейн[12]
- Эзра Миллер — Криденс Бэрбоун / Аурелиус Дамблдор[13]
- Зои Кравиц — Лита Лестрейндж[14]
- Каллум Тёрнер — Тесеус Саламандер[15]
- Кармен Эджого — Серафина Пиквери[16]
- Клаудия Ким — Нагайна[16]
- Уильям Надилам — Юсуф Кама
- Кевин Гатри[англ.] — мистер Абернэти[17]
- Джуд Лоу — Альбус Дамблдор[12][18]
- Джонни Депп — Геллерт Грин-де-Вальд[19][20]
  - Джейми Кэмпбелл Бауэр — молодой Геллерт Грин-де-Вальд
- Поппи Корби-Туч — Винда Розье[21]
- Бронтис Ходоровски[англ.] — Николас Фламель[17][22]
- Оулавюр Дарри Оулафссон — Скендер[16]
- Ингвар Эггерт Сигурдссон — Гуннар Гриммсон[16]
- Дэвид Сакурай[англ.] — Кралл[23]
- Изаура Барбэ-Браун — Лорена Кама
- Виктория Йейтс[англ.] — Банти[17]
- Джессика Уильямс — Юлали Хикс[17]
- Дерек Ридделл[англ.] — Торкуил Трэверс[21]
- Вольф Рот[англ.] — Рудольф Шпильман[17]
- Корнелл Джон[англ.] — Арнольд Гузман[17]
- Фиона Гласкотт[англ.] — Минерва Макгонагалл[17]

## Съёмки
Основные съёмки начались 3 июля 2017 года на студии Warner Bros.. В сентябре 2017 года Джуд Лоу закончил съёмки сцен в качестве Дамблдора.

## Музыка
| №                   | Название                                      | Длительность |
| ------------------- | --------------------------------------------- | ------------ |
| 1.                  | «The Threstal Chase»                          | 8:04         |
| 2.                  | «Newt and Leta»                               | 2:32         |
| 3.                  | «Dumbledore»                                  | 2:11         |
| 4.                  | «The Kelpie»                                  | 1:32         |
| 5.                  | «Newt and Jacob Pack for Paris»               | 2:27         |
| 6.                  | «Nagini»                                      | 4:15         |
| 7.                  | «Newt Tracks Tina»                            | 2:27         |
| 8.                  | «Queenie Searches for Jacob»                  | 1:35         |
| 9.                  | «Irma and the Obscurus»                       | 2:56         |
| 10.                 | «Blood Pact»                                  | 2:29         |
| 11.                 | «Capturing the Zouwu»                         | 1:33         |
| 12.                 | «Traveling to Hogwarts»                       | 1:06         |
| 13.                 | «Leta’s Flashback»                            | 4:40         |
| 14.                 | «Salamander Eyes»                             | 2:28         |
| 15.                 | «Matagots»                                    | 2:15         |
| 16.                 | «Your Story is Our Story»                     | 3:21         |
| 17.                 | «Leta’s Confession»                           | 5:14         |
| 18.                 | «Vision of War»                               | 3:49         |
| 19.                 | «Spread the Word»                             | 4:01         |
| 20.                 | «Wands into the Earth»                        | 4:04         |
| 21.                 | «Restoring Your Name»                         | 6:20         |
| 22.                 | «Fantastic Beasts: The Crimes of Grindelwald» | 2:40         |
| 23.                 | «Dumbledore’s Theme (Piano Solo)»             | 1:27         |
| 24.                 | «Fantastic Beasts Theme (Piano Solo)»         | 1:37         |
| 25.                 | «Leta’s Theme (Piano Solo)»                   | 2:04         |
| Общая длительность: | Общая длительность:                           | 77:17        |

## Маркетинг
17 ноября 2017 в сети появился первый тизер картины, который представляет собой ожившее фото главных героев. Ролик опубликован на YouTube-канале Warner Bros. Pictures International.

## Критика
Фильм получил низкие оценки кинокритиков. На сайте Rotten Tomatoes у него 37 % положительных рецензий на основе 303 отзывов со средней оценкой 5,3 из 10. На Metacritic — 52 балла из 100 на основе 48 рецензий.

## Продолжение
В июле 2016 года Дэвид Йейтс подтвердил, что Роулинг написала сценарий для второго фильма и имеет идеи для третьего. В октябре 2016 года Роулинг подтвердила, что серия будет состоять из пяти фильмов. Изначально говорилось, что третий фильм будет выпущен в ноябре 2020 года, но его выход перенесен примерно на полгода из-за просьбы Warner Bros. Pictures исправить сценарий Джоан Роулинг.